# Rudolf Dolzer
Rudolf Dolzer (* 20. März 1944 in Asang; † 3. April 2020) war ein deutscher Völkerrechtler und Ministerialbeamter.

## Werdegang
Dolzer besuchte die Volksschule und das Gymnasium in Waiblingen Anschließend studierte er 1963 bis 1965 Rechtswissenschaft und Soziologie in Tübingen und 1965–1966 mit einem Fulbright-Stipendium das Studienfach Politikwissenschaft an der Gonzaga University in Spokane, USA. Dieses schloss er mit dem Bachelor of Arts ab. 1966 studierte Dolzer Rechtswissenschaft in Heidelberg und legte am 2. Juni 1969 die Erste Prüfung ab. 1970 promovierte er in Heidelberg. Von 1971 bis 1972 studierte er an der Harvard Law School und bekam den Abschluss Master of Laws. Nach dem Rechtsreferendariat im Bezirk des Oberlandesgerichts Karlsruhe folgte am 11. Juni 1975 die Zweite Staatsprüfung und von 1975 ein erneutes Studium und eine zweite Promotion in Harvard.
Von 1977 bis 1989 war Dolzer Wissenschaftlicher Referent am Max-Planck-Institut für ausländisches öffentliches Recht und Völkerrecht. 1984 habilitierte Dolzer in Heidelberg und erhielt die Lehrbefähigung für Deutsches und ausländisches öffentliches Recht, Völkerrecht und Europarecht. 1989 übernahm er den Lehrstuhl für Deutsches und Ausländisches Öffentliches Recht, Völkerrecht und Europarecht an der Universität Mannheim und war von 1990 bis 1992 Prorektor.
1992 wurde Dolzer beurlaubt, um von 1992 bis 1996 Ministerialdirektor  und Abteilungsleiter 6 im Bundeskanzleramt zu werden. In dieser Funktion war er zuständig für den Bundesnachrichtendienst und Koordinator der Nachrichtendienste des Bundes.
Von 1996 bis 2009 war Dolzer Professor an der Juristischen Fakultät der Friedrich-Wilhelms-Universität Bonn und Leiter des dortigen Instituts für Völkerrecht.

## Gastprofessuren
1984–1985 hatte er eine Gastprofessur an der Juristischen Fakultät der University of Michigan in Ann Arbor, USA und 1987 eine Gastprofessur an der Juristischen Fakultät der Cornell University in Ithaca, USA. 1995 und erneut im Herbst 2000 hatte Dolzer eine Gastprofessor am Massachusetts Institute of Technology. Im Frühjahr 2005 war er Gastprofessor an der Université Paris I (Sorbonne), im Herbst 2006 Gastprofessor an der Southern Methodist University, Texas und im Herbst 2007 Gastprofessor am Instituto de Empresa in Madrid. Im August 2010 hatte er eine Vorlesung an der Akademie für Völkerrecht in Den Haag.

## Mitgliedschaften
- 1980–1989 Editorial Committee, Encyclopedia of Public International Law
- 1989–1990 Enquete-Kommission Vorsorge zum Schutz der Erdatmosphäre des Deutschen Bundestages
- 1991–1994 Beirat des Globalen Umweltfonds
- 1990–1994 Enquête-Kommission „Schutz der Erdatmosphäre“ des Deutschen Bundestages
- 1999–2002 Enquete-Kommission Globalisierung der Weltwirtschaft des Deutschen Bundestags
- Wissenschaftliches Direktorium der Deutschen Gesellschaft für Auswärtige Politik
- Beirat der Dräger-Stiftung
- Beirat des Instituto de Empresa, Madrid
- Direktorium des International Development Law Institute, Rom
- ab 1985 ordentliches Mitglied der Geisteswissenschaftlichen Klasse der Sudetendeutschen Akademie der Wissenschaften und Künste[2]
- ab 2004 Argentinische Akademie für Sozialwissenschaften und Recht
- ab 2007 Beirat der Foundation for International Cultural Diplomacy
- ab 2008 Lenkungsausschuss des Deutsch-Russischen Rohstoff-Forums
- ab 2011 Beirat der Association of International Petroleum Negotiators

## Auszeichnungen
2010 wurde er mit dem Bundesverdienstkreuz 1. Klasse ausgezeichnet.

## Schriften
Dolzer war Autor zahlreicher Schriften zum Außenwirtschaftsrecht.
- Die staatstheoretische und staatsrechtliche Stellung des Bundesverfassungsgerichts. Duncker & Humblot, Berlin 1972, ISBN 978-3-428-02617-3.